# Montbéliard
Montbéliard (staronemško Mömpelgard) je mesto in občina v vzhodni francoski regiji Franche-Comté, podprefektura departmaja Doubs. Leta 2008 je mesto imelo 26.207 prebivalcev.

## Geografija
Kraj leži v pokrajini Franche-Comté znotraj Burgundskih vrat, naravnega prehoda med Jurskim hribovjem in Vogezi, ob reki Allaine. Skupaj s sosednjim Belfortom tvori večje metropolitansko območje z 285 tisoč prebivalci.

## Uprava
Montbéliard je sedež dveh kantonov:
- Kanton Montbéliard-Vzhod (del občine Montbéliard, občina Bethoncourt: 35.767 prebivalcev),
- Kanton Montbéliard-Zahod (del občine Montbéliard, občine Aibre, Allondans, Bart, Bavans, Beutal, Bretigney, Désandans, Dung, Échenans, Issans, Laire, Lougres, Présentevillers, Raynans, Saint-Julien-lès-Montbéliard, Sainte-Marie, Sainte-Suzanne, Semondans, Le Vernoy: 13.060 prebivalcev).

Mesto je prav tako sedež okrožja, v katerega so poleg njegovih dveh vključeni še kantoni Audincourt, Clerval, Étupes, Hérimoncourt, L'Isle-sur-le-Doubs, Maîche, Pont-de-Roide, Saint-Hippolyte, Sochaux-Grand-Charmont in Valentigney s 183.248 prebivalci.

## Zgodovina
Montbéliard se prvikrat omenja leta 985 kot Mons Beliardae. V 11. stoletju je pod Svetorimskim cesarstvom postal grofija. V letu 1397 je kot Mömpelgard s poroko prešel pod grofe, kasnejše vojvode Württemberške. V obdobju reformacije (1524) je kraj postal pretežno luteranski. Po francoski revoluciji je bil za kratek čas vključen v Rauraško republiko. V letu 1793 ga je aneksirala Francija, kar je bilo potrjeno tri leta kasneje, nato pa še z nemško mediatizacijo v letu 1806, ko je Württemberg v zameno za Montbéliard dobil druga ozemlja in postal kraljestvo.

## Zanimivosti
Montbéliard je na seznamu francoskih umetnostno-zgodovinskih mest.
- Château des ducs de Württemberg, tudi Château de Montbéliard je trdnjava, ki se dviga nad samim krajem, na seznamu francoskih zgodovinskih spomenikov. Domnevno je tod stal lesen stražni stolp že v galo-rimskem času kot opazovalna  in obrambna postojanka kraja Epomanduodurum. Do 1397 je bil grad v rokah gospostva Montfaucon, nato pa s poroko Henriette d'Orbe s sinom grofa Eberharda III. prešel v lastništvo Würtemberžanov. Leta 1793 je grad postal del Francoskega kraljestva in gostil garnizon vse do leta 1933, ko je bil preurejen v muzej.
- cerkev Église Saint-Maimbœuf, grajena v letih 1850-1875; z njeno postavitvijo se je v te, sicer protestantske kraje, vrnil katolicizem.
- Le Près-La-Rose, velik gozdni in cvetlični park.

## Šport
- stadion Auguste Bonal, domicil francoskega nogometnega kluba FC Sochaux-Montbéliard, zgrajen leta 1931, prenovljen v letih 1998-2000;

## Pobratena mesta
- Greensboro (Severna Karolina, ZDA),
- Ludwigsburg (Baden-Württemberg, Nemčija).